# Gewöhnlicher Schlangenstern
Der Gewöhnliche Schlangenstern oder Große Schlangenstern (Ophiura ophiura) ist ein Schlangenstern aus der Gattung Ophiura in der Familie der Ophiuridae.

## Merkmale
Die Körperscheibe erreicht einen Durchmesser von bis zu 35 mm, die relativ kurzen Arme das 3,5-fache des Körperscheibendurchmessers. Die Farbe variiert von graubraun bis sandfarben orange, die Unterseite ist heller als die Oberseite. Die Körperschuppen sind gekörnt, die Primärplatten deutlich, insbesondere die Zentrale Primärplatte. Die Radialschilde sind groß (etwa die Hälfte des Körperscheibenradius). Über jedem Arm befinden sich zwei Lagen von Armkämmen, der äußere besteht aus etwa 30 feinen Papillen. Die Mundschilde sind groß und erreichen etwa zwei Drittel des Abstands vom Scheibenrand bis zur Adoralplatte. Auf der Oberseite des Kiefers sitzt eine einzelne vertikale Zahnreihe, und an jeder Seite des Kiefers sind vier bis sechs Mundpapillen vorhanden.
Die dorsalen Armplatten in der Kerbe über dem Arm sind rechteckig oder dreieckig. Die freien dorsalen Armplatten im proximalen Abschnitt der Arme sind 4- bis 5-mal so breit wie lang mit einer geraden oder nur geringfügig konkaven Außenkante und berühren sich auf ganzer Länge. Die ventralen Armplatten sind zweimal so breit wie lang mit einer konvexen Außenkanten; sie sind durch ein Paar porenförmiger Einsenkungen in der Mittellinie des Arms voneinander abgegrenzt. Drei Paar Armstacheln sind flach an die Arme angelehnt. Die Öffnungen für die Saugfüßchen haben im proximalen Abschnitt des Arms jeweils 3 bis 4 Tentakelschuppen, weiter außen nur 2 und ganz außen nur eine.

## Verbreitung
Ophiura ophiura kommt an allen Küsten der Nordsee vor. Daneben umfasst das Verbreitungsgebiet den nordöstlichen Atlantik von Norwegen bis Madeira und das Mittelmeer.

## Lebensraum und Lebensweise
Ophiura ophiura lebt auf einer Vielzahl von weichen Substraten, in der Regel sublitoral, vom Niedrigwasser bis in Tiefen von mindestens 200 m. Manchmal gräbt er sich in Sand oder Schlamm ein.

## Entwicklungszyklus
Ophiura ophiura ist getrenntgeschlechtlich. Zur Paarung entlassen sowohl Männchen als auch Weibchen ihre Gameten ins freie Meerwasser, wo die Befruchtung stattfindet. Wie bei den meisten Schlangensternen entwickeln sich aus den Zygoten frei schwimmende Ophiopluteus-Larven, die als Zooplankton leben, bis sie niedersinken und zu kleinen Schlangensternen metamorphosieren.

## Ernährung
Ophiura ophiura ernährt sich als Allesfresser sowohl von detritusreichem Schlamm als auch von verschiedensten Kleintieren, darunter besonders von frisch metamorphosierten, noch sehr kleinen Tieren wie juvenilen Schlangensternen und anderen jungen Stachelhäutern, Muscheln, Schnecken, Vielborstern und Krebsen in sehr großer Anzahl. Auf Grund dessen schätzt Howard M. Feder das Zerstörungspotenzial von Ophiura ophiura und Allesfressern mit ähnlichem Verhalten als höher ein als das von spezialisierten Prädatoren wie Mondschnecken.